# Physokermes coloradensis
Physokermes coloradensis är en insektsart som beskrevs av Cockerell 1895. Physokermes coloradensis ingår i släktet Physokermes och familjen skålsköldlöss. Inga underarter finns listade i Catalogue of Life.